# Franklin Menges

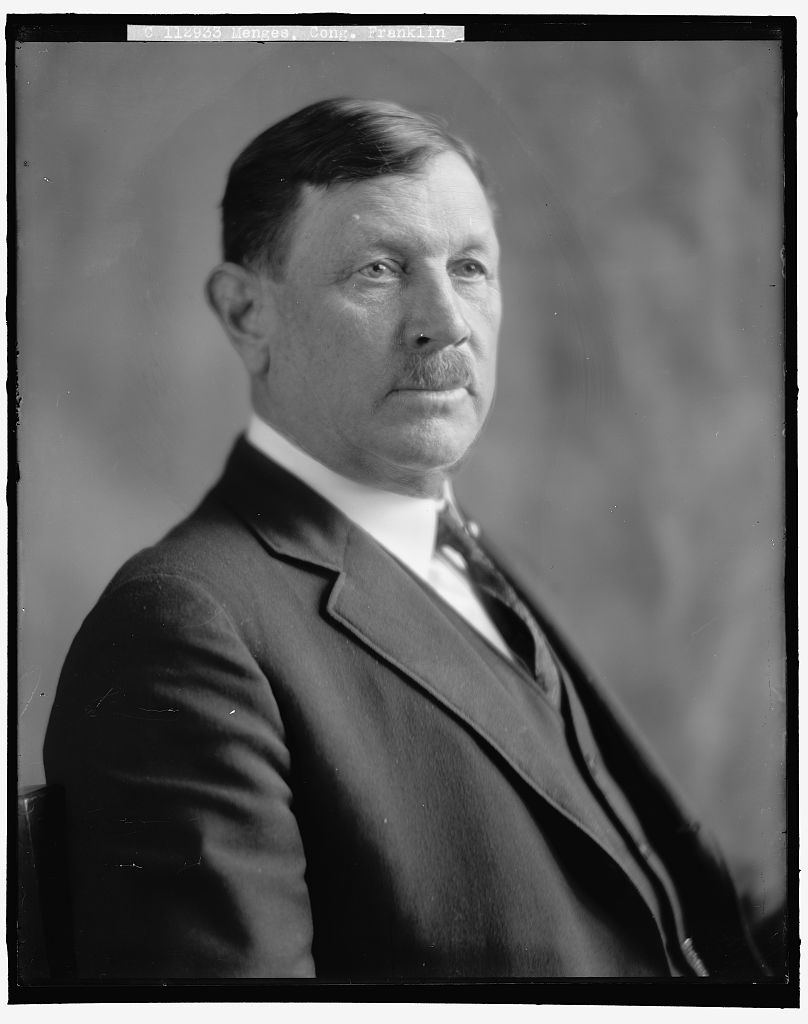
Franklin Menges

Franklin Menges (* 26. Oktober 1858 in Menges Mills, York County, Pennsylvania; † 12. Mai 1956 in Arlington, Virginia) war ein US-amerikanischer Politiker. Zwischen 1925 und 1931 vertrat er den Bundesstaat Pennsylvania im US-Repräsentantenhaus.

## Werdegang
Franklin Menges besuchte die öffentlichen Schulen im York County und danach die Baugher Academy Preparatory School in Hanover. Im Jahr 1886 absolvierte er das Gettysburg College. Dort unterrichtete er zwischen 1886 und 1896 die Fächer Chemie und Physik. Zwischen 1897 und 1903 leitete er die wissenschaftliche Fakultät an der York High School. Von 1898 bis 1918 hielt er auch Vorträge an landwirtschaftlichen Schulen in Pennsylvania und anderen Bundesstaaten. Er veranlasste eine Bodenstudie für den Staat Pennsylvania und veröffentlichte einige Schriften zu landwirtschaftlichen Themen. Im Jahr 1904 vertrat er das Landwirtschaftsministerium seines Staates bei der Louisiana Purchase Exposition in St. Louis.
Politisch schloss sich Menges der Republikanischen Partei an. Bei den Kongresswahlen des Jahres 1924 wurde er im 22. Wahlbezirk von Pennsylvania in das US-Repräsentantenhaus in Washington, D.C. gewählt, wo er am 4. März 1925 die Nachfolge des Demokraten Samuel Feiser Glatfelter antrat. Nach zwei Wiederwahlen konnte er bis zum 3. März 1931 drei Legislaturperioden im Kongress absolvieren. Diese waren seit 1929 von den Ereignissen der Weltwirtschaftskrise geprägt.
Nach dem Ende seiner Zeit im US-Repräsentantenhaus war Franklin Menges bis zu seinem Eintritt in den Ruhestand im Jahr 1947 in der Landwirtschaft tätig. Danach zog er nach Arlington in Virginia, wo er am 12. Mai 1956 im Alter von 97 Jahren verstarb. Er wurde in Gettysburg beigesetzt.